# IBM PC Series
IBM PC Series（IBM PCシリーズ）は、IBMが1994年から発売していた、ビジネス向けのパーソナルコンピュータのシリーズである。一部モデルは日本でも発売された。
IBM PS/2およびPS/ValuePointの後継であり、IBM PC 300/700/3000/Powerシリーズの総称である。ただし1981年発売の元祖IBM PCとは別シリーズである。

## 呼称
IBM PS/2以来の「PS/x」から、初代IBM PCのネーミング「IBM PC xxxx」を復活させた。PS/2で独自路線を進めたIBMが、PC/AT互換機市場へ復帰したとも言える。

## 概要
IBM PS/2、PS/ValuePointの中で発生した多数の系列を、まとめ直したと言える。
300シリーズの486搭載モデル、および700シリーズでは、ライザーカードの交換によりバスを交換できる「SelectaBus」構成で、バスの相違（ISA、VLバス、MCA）にかかわらず、本体の共通化が図られた。
なお、Power SeriesシリーズはPowerPCを搭載したPReP（PowerPC参照プラットフォーム）仕様である。
2000年には販売終了した。後継はNetVistaシリーズである。ただしPentium Pro搭載のx86系ワークステーションである PC 360/365 の後継は、IntelliStation Proとなった。

## モデル
主なモデルは以下がある。

### IBM PC Series 300
VLバス/ISA、またはPCI/ISA
- PC 360（Pentium Pro）
- PC 365（Pentium Pro）
- PC 300PL （Pentium、Pentium II、Pentium III）
- PC 300GL （Celeron、Pentium II、Pentium III）

### IBM PC Series 700
PCI/ISA、またはPCI/MCA

### IBM PC Series 3000
マルチメディアモデル。日本では未発売

### IBM PC Power Series
PowerPCを搭載。PCI/ISA

## 関連
- PC/AT互換機
- IBM PS/2